# ジヒドロリポイルリシン残基アセチルトランスフェラーゼ
ジヒドロリポイルリシン残基アセチルトランスフェラーゼ（英：Dihydrolipoyllysine-residue acetyltransferase、別名：ジヒドロリポイルトランスアセチラーゼ、ジヒドロリポアミドアセチルトランスフェラーゼ、EC:2.3.1.12）は、ピルビン酸デヒドロゲナーゼ複合体（PDC）の中心的な触媒作用を持つ構造で、複合体の中でも重要な役割を担う。ジヒドロリポイルリシン残基アセチルトランスフェラーゼは3つのリポイルドメインと相互作用ドメイン、触媒作用ドメインから構成され、すべてのドメインは複雑に結合している。
触媒作用ドメインはまとまって三量体（トリマー）を形成しており、いくつかの生物では8つの三量体が、先端が切り取られた中空の立方体構造を取っている。その活性部位はサブユニットの境界面に位置する。